# Actomiosina
L’actomiosina consisteix en un complex proteic de miosina i actina a més d'altres proteïnes accessòries. L'actina, una proteïna molt abundant de 42kD, es polimeritza formant llargs filaments. Cada monòmer d'actina es pot unir tant a l'ATP com a l'ADP. La contracció muscular es realitza mitjançant una ràpida relliscada dels filaments prims, formats per actina, en tots els filaments grossos, formats per miosina. El domini motor de la miosina es desplaça per tots els filaments d'actina d'una manera cíclica: la miosina unida a ADP i Pi s'uneix a l'actina; s'allibera del Pi; un canvi a la conformació produeix un ampli moviment del braç de palanca que s'estén des del domini motor, desplaçant l'actina respecte a la miosina; l'ATP substitueix l'ADP, retornant el braç de palanca a la seva posició inicial i alliberant l'actina; la hidròlisi de l'ATP torna al domini motor i al seu estadi inicial. La longitud del braç de palanca determina l'amplitud del pas en tota l'actina a cada cicle. A part de ser responsable de la contracció muscular (la principal funció), aquest complex es fonamenta en la formació del citoesquelet, en les cèl·lules eucariotes amb la interacció de l'actina-F (filaments formats per monòmers d'actina-G) tant amb les quinases de sucres com l'hexoquinasa.

## Descobriment del complex
A principis dels anys 40, Albert Szent-Györgyi, premi Nobel de fisiologia i medicina l'any 1937, va començar a estudiar com l'energia química es transformava en treball. Per desenvolupar aquesta investigació va decidir estudiar la contracció muscular als laboratoris de la universitat de Szeged.

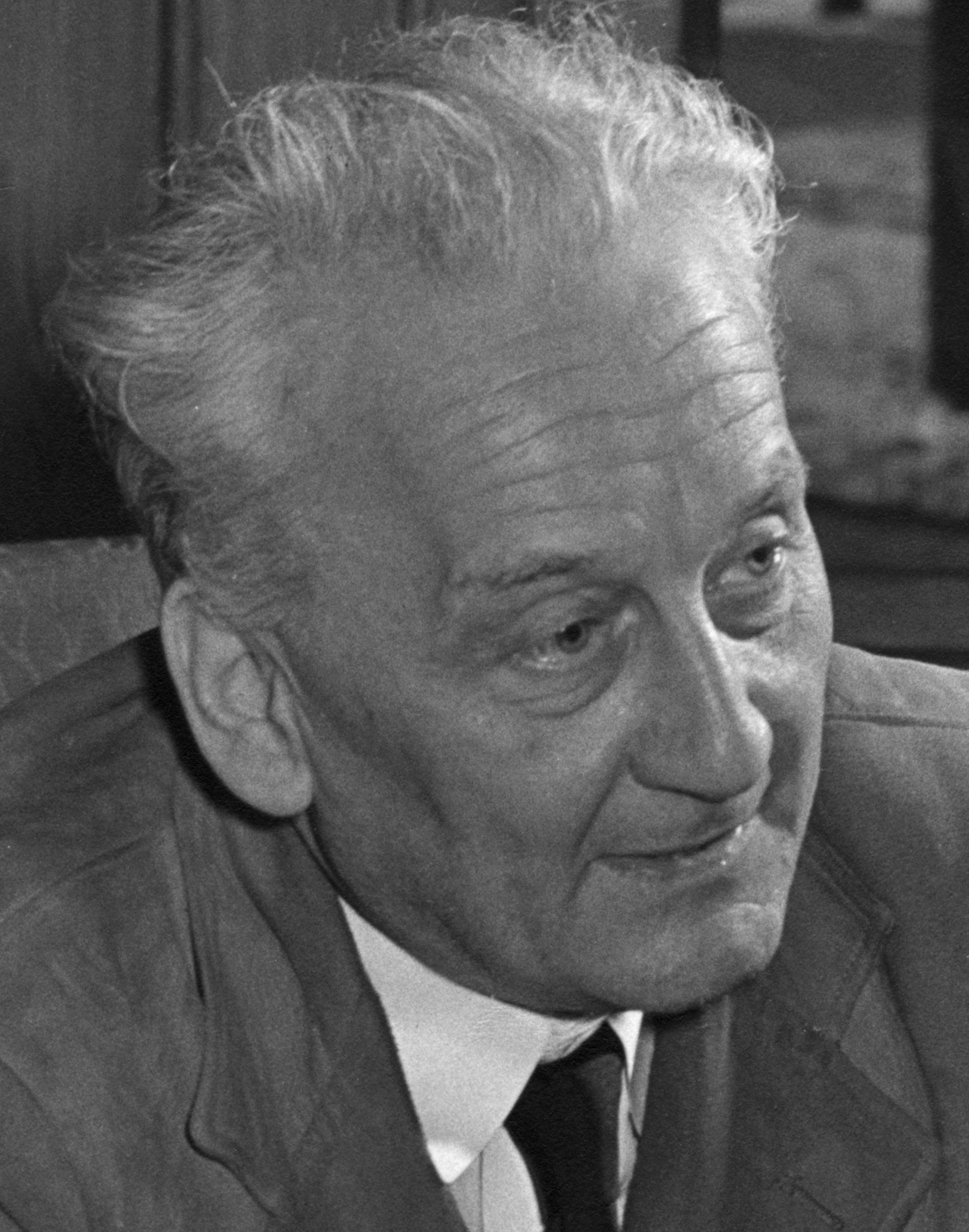
Albert Szent-Györgyi, l'impulsor de la investigació del mecanisme de contracció muscular

L'any 1941 Ilona Banga i Albert Szent-Györgyi van començar aïllant miosina de múscul de conill, sotmetent la mostra a baixes temperatures amb una solució de 0,6M de clorur de potassi (KCl) durant vint minuts mitjançant la centrifugació, on van veure que la miosina precipitava quan es diluïa la solució a 0,1M. Casualment, Banga i Szent-Györgyi van deixar una de les mostres de múscul de conill tota la nit en baixes condicions tèrmiques. L'endemà es van trobar amb una mostra massa gruixuda per poder-la centrifugar i aïllar, i van observar que, comparant amb les mostres que manipulaven habitualment, aquesta tenia més quantitat de proteïna. Gràcies a aquest succés es va descobrir que la mostra que havia estat sotmesa a baixes temperatures tenia una alta viscositat i que afegint-li petites quantitats d'ATP es transformava en la miosina de baixa viscositat utilitzada normalment al laboratori. També van constatar que la miosina de baixa viscositat no patia cap canvi quan entrava en contacte amb l'ATP. Banga i Szent-Gyorgi van anomenar la mostra de baixa viscositat miosina A i a la d'elevada viscositat miosina B.
Després d'aquesta troballa, Szent-Gyoirgyi va continuar estudiant la contracció muscular i va arribar a la conclusió que l'ATP era el que produïa la contracció de la fibra de miosina B. Si la mostra es mantenia tota la nit a temperatures fredes, aquesta no tenia activitat, però quan s'afegia ATP es produïa la contracció. També es va fer palès que la miosina B precipitava immediatament en suspensions que contenien ATP. Es va pensar que aquest fenomen que succeïa a la suspensió era anàleg al que s'havia observat a les fibres de miosina B. Aquest seria el fonament de la teoria de Szent-Gyoirgyi sobre el mecanisme de contracció muscular.
L'única pregunta que quedava pendent de resoldre era saber perquè els fenòmens descrits anteriorment de la miosina B no succeïen a la miosina A. L'investigador va explicar que els treballs desenvolupats al laboratori informaven que la miosina B estava estequiomètricament composta per miosina A i una altra substància. Per aquesta raó la miosina A no tenia les mateixes propietats que la miosina B. L'altra substància a la qual es referia va ser anomenada actina i a tot el conjunt de molècules complex actomiosina.
Els estudis de Szent-Gyorgi van proporcionar una gran quantitat de literatura científica sobre la bioquímica de la contracció muscular. Tot plegat serviria com a base perquè anys més tard es pogués descriure específicament com es produïa aquest mecanisme dintre del complex actomiosina.

## Estructura

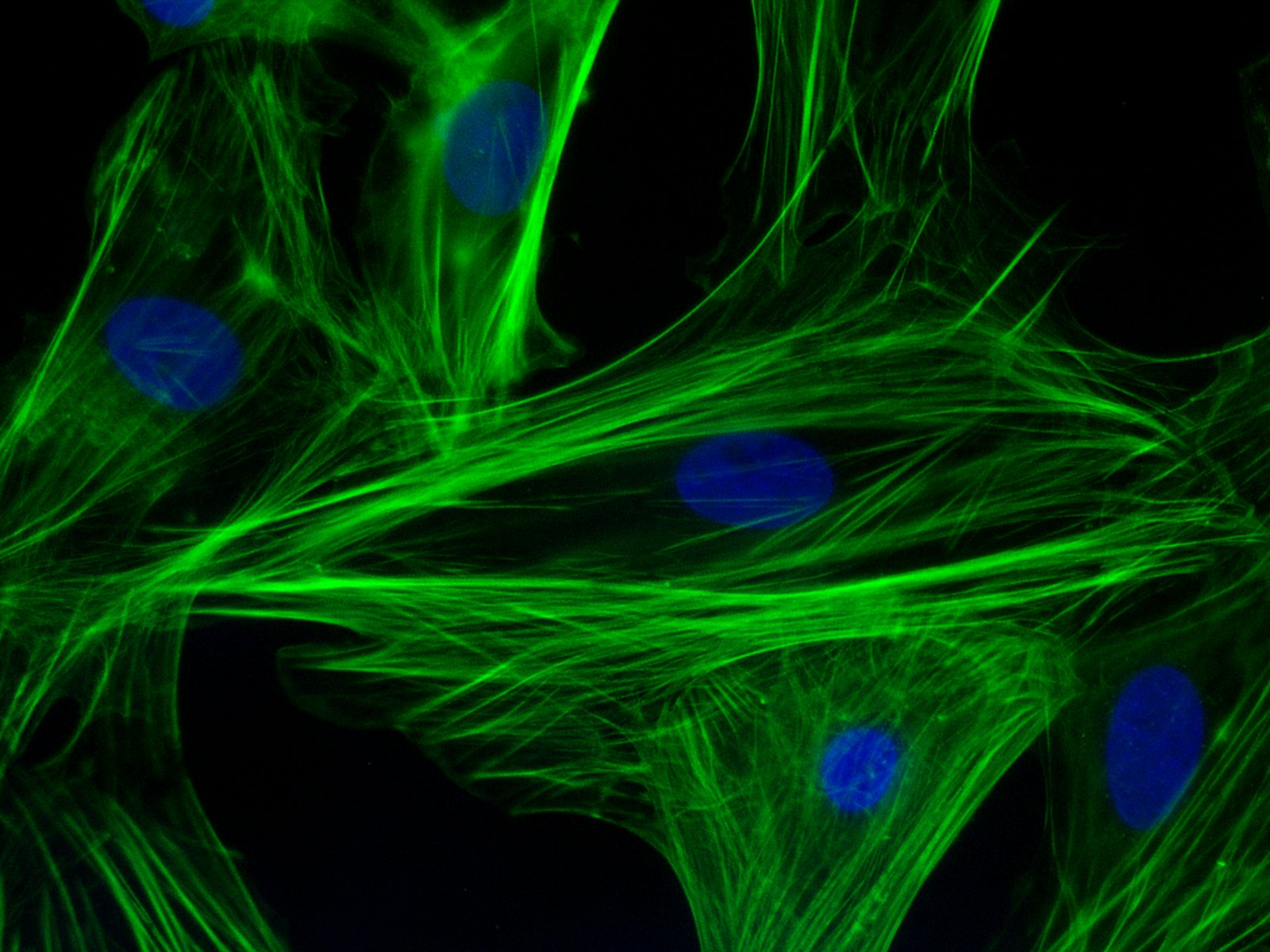
F-actina (verd) en cèl·lules cardíaques. Imatge original de Ps1415.

L'actomiosina és un complex proteic, format per F-actina (polímer de la G-actina) i miosina. Es tracta de la substància contràctil del teixit muscular, constituint el 60% de les proteïnes d'aquest. Atenent la seva solubilitat, l'actomiosina és una globulina. Tanmateix, a partir de la difracció de raigs X, presenta una estructura equiparable a la de la ceratina, de manera que s'aproxima a les escleroproteïnes (proteïnes fibroses). En el teixit fibril·lar, es troba en forma de llargues cadenes polipeptídiques, amb cadenes laterals apolars. Aquest fet provoca que es disposin paral·lelament a l'espai.
L'estructura quaternària, estabilitzada principalment per interaccions hidrofòbiques, es fonamenta en la interacció de l'aminoàcid N terminal de l'actina amb un motiu bàsic del loop 2 de la miosina. D'altra banda, aquesta, quan es troba unida a l'actina (en concret a la F-actina) és molt similar a quan es troba "aïllada", fet que indica que l'acoblament de la F-actina indueix canvis conformacionals mínims en el complex.
Les interaccions entre l'actina i la miosina són nombroses i de diferent natura:
Interaccions electroestàtiquesEs donen entre regions carregades positivament i d'altres amb càrrega negativa. N'és un exemple el residu D387 de la miosina, localitzada en el quart “loop” (N377-D393) d'aquesta i carregat negativament, que interacciona amb una regió positiva de la F-actina (K325, K327). Es formen també ponts salins, com per exemple entre el residu E570 de la miosina amb el K49 de la F-actina.

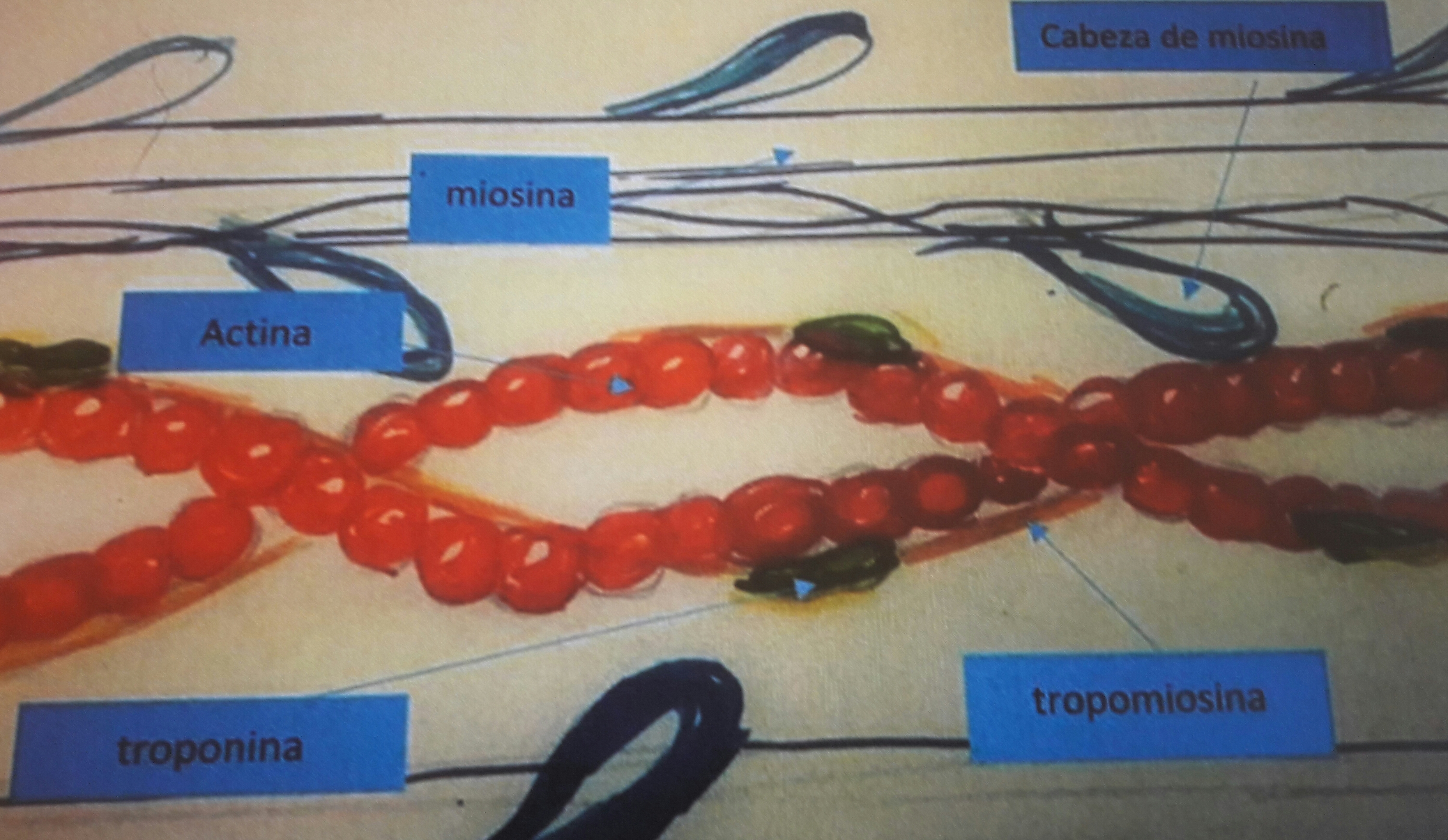
Modelització de l'estructura del complex actomiosina

Interaccions hidrofòbiquesDues regions hidrofòbiques s'estructuren originant una cavitat tridimensional de les mateixes característiques, deixant a l'interior un aminoàcid concret. És el cas del residu F650.
Aquestes regions de contacte són només funcionals immediatament després de la hidròlisi d'un ATP adherit al complex. Un cop s'alliberen l'ADP+Pi resultants, la unió entre l'actina i la miosina resulta impossible (vegeu: Mecanisme i funcionament).
Cal tenir en compte que l'estructura de l'actomiosina pot patir divergències depenent de la tipologia muscular, és a dir, de si les fibres musculars són llises, esquelètiques o cardíaques. Alguns aminoàcids, com ara el residu R424 de la miosina, només tenen càrrega (en aquest cas positiva) en músculs llisos, de manera que no exerceix cap paper hidroestàtic en la unió amb la F-actina en músculs esquelètics o cardíacs.
| F-actina-miosina                        | F-actina-miosina |
| --------------------------------------- | ---------------- |
| Nombre d'àtoms (sense comptar hidrogen) | 26.477           |
| Residus proteics                        | 3.354            |

## Mecanisme i funcionament

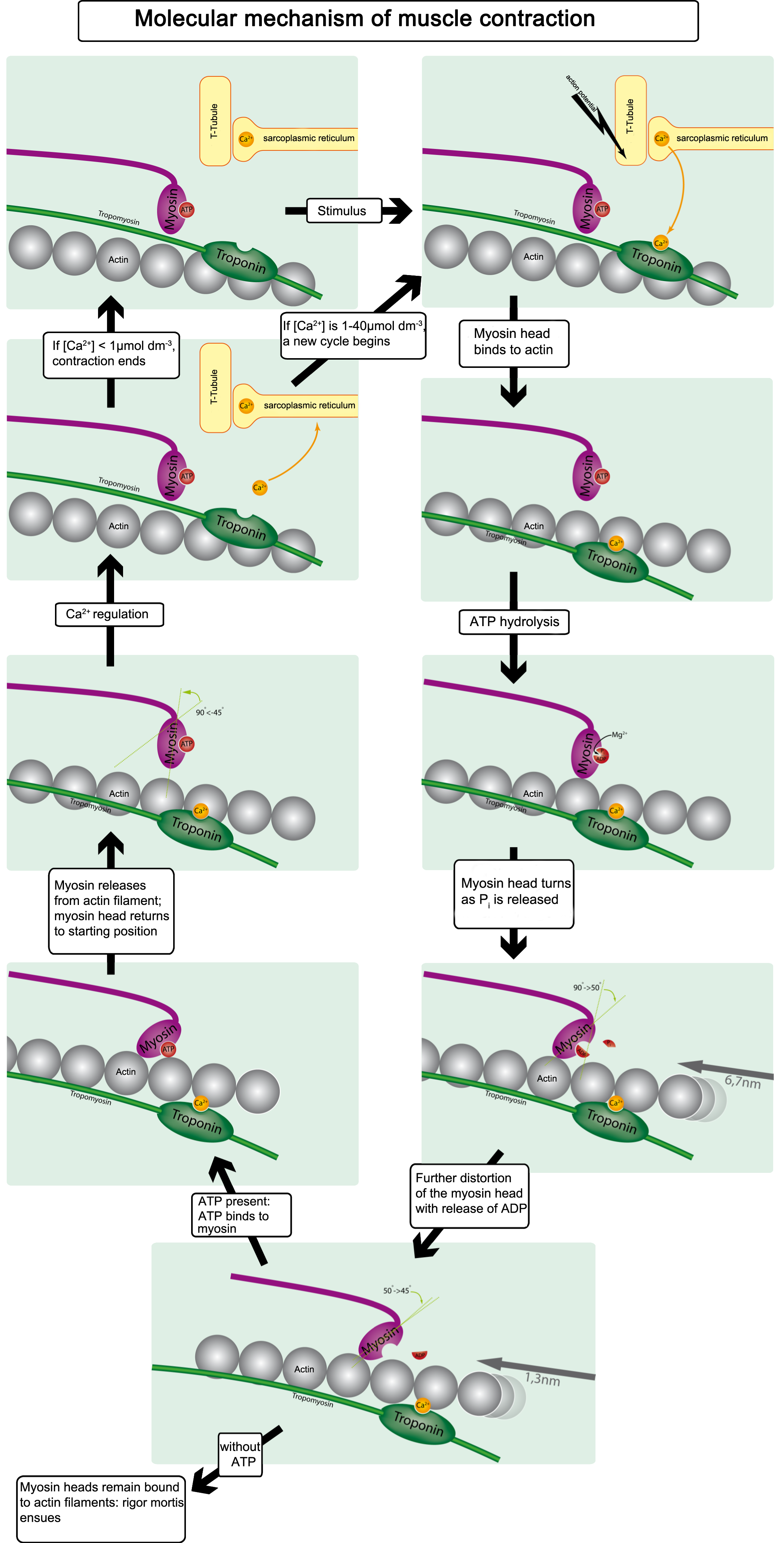
Mecanisme molecular de la contracció muscular

L'actomiosina és un complex format per la unió de filaments d'actina i miosina durant el cicle de contracció i relaxació muscular, on es forma i separa constantment.
L'inici d'aquest procés es produeix quan pels impulsos nerviosos de les neurones motores sobre el múscul estriat esquelètic es produeix l'alliberament, a través de la unió neuromuscular, del neurotransmissor acetilcolina que s'uneix als seus receptors nicotínics de la fibra muscular. Això produeix que s'obrin els canals de sodi/potassi i seguidament es produeix una difusió a favor de gradient (sodi entra i el potassi surt de la cèl·lula) cosa que genera una despolarització, ja que la concentració de sodi que entra respecte a la de potassi que surt és major (diferència de càrregues o potencial d'acció) que estimularà el múscul a contraure's indirectament. Quan es propaga el potencial d'acció a través dels túbuls T, al reticle sarcoplasmàtic s'indueix l'alliberament del Ca2+ acumulat en aquest. Entre aquest alliberament i l'entrada extracel·lular de calci per canals la seva concentració augmenta considerablement al sarcoplasma.
El filament prim està format per una doble hèlix de proteïnes G - actina (proteïna globular), que en conjunt formen la F-actina (estructura filamentosa) com a polímer de la G-actina. La F-actina presenta associada troponines i tropomiosina. La troponina és una proteïna que està unida a la tropomiosina i en regula la conformació; aquesta proteïna presenta una gran afinitat pel calci. En posició regular, la conformació de la tropomiosina impedeix que es produeixin les unions entre les G-actina i els caps de la miosina (proteïna fibrosa) del filament gruixut.
Quan els ions de calci són alliberats, aquests s'uneixen a les troponines del filament prim, cosa que produeix un canvi en la conformació d'aquestes i conseqüentment de la tropomiosina a la qual es troben unides. Aquest canvi posicional deixa lliure els punts d'unió entre la G-actina i la miosina permetent la formació de l'actomiosina. La miosina s'uneix a la G-actina pel cap, on té l'ATPasa, l'enzim que hidrolitza l'ATP per aportar energia en la formació del complex.
El cap de la miosina es pot trobar en dues possibles configuracions segons l'energia que presenti: configuració d'alta (perpendicularitat respecte l'actina) i de baixa energia (cap doblegat). Quan es produeix la unió (actomiosina), el cap es troba en configuració d'alta energia (s'ha produït la hidròlisi d'un ATP) i té units un ADP i un Pi. Tot seguit el cap es doblega i arrossega el filament d'actina cap a la línia M del sarcòmer, mentre allibera l'ADP i Pi.
Amb l'entrada d'una nova molècula d'ATP al cap, aquest se separa de l'actina, i manté la configuració de baixa energia en la qual es troba doblegat. Finalment es produirà la hidròlisi de l'ATP aportant l'energia necessària al cap per adoptar de nou la configuració d'alta energia i poder-se unir de nou a l'actina.
Aquest procés que es repeteix contínuament, produint la contracció de les fibres musculars, també es coneix com a “cross-bridge cycle”.
L'aport d'ATP necessari per al cicle d'actomiosina s'obté de tres vies diferents:
- Per fosforilació d'ADP a partir de fosfocreatina del múscul
- Per fermentació làctica (formació d'àcid làctic)
- Per respiració (cicle de Krebs i fosforilació oxidativa)

L'aportació més eficient i ràpida ve de les dues primeres vies anaeròbiques.
Aquest cicle se seguirà realitzant fins que la concentració de calci disminueixi de nou i se separi de les troponines, retornant la tropomiosina a la seva conformació inicial que impedeix la unió entre actina i miosina. Llavors és quan es produirà la relaxació muscular.
Això succeirà quan el potencial d'acció produït per les neurones s'aturi, repolaritzant la cèl·lula (en passar l'ona de despolarització, els canals de sodi es tanquen i els de potassi romanen oberts repolaritzant la cèl·lula; les concentracions dels ions es restabliran per mitjà de bombes sodi-potassi).
En aquest moment, el calci serà bombejat cap al lumen del reticle sarcoplàstic en contra de gradient per l'enzim SERCA, mitjançant l'aport energètic d'ATP.
Hi ha alguns casos en què el complex d'actomiosina pot mantenir-se permanent, sense trencar-se la unió entre els dos filaments. A aquest fet se l'anomena “Rigor Mortis”, i es pot produir per dues raons:
- Insuficiència d'ATP cosa que impedeix la separació entre el cap de la miosina i la G-actina
- Acidificació del medi per excés d'àcid làctic per la fermentació produïda.

## Malalties relacionades
Encara que el descobriment de la miosina prové del seu paper en la contracció muscular (múscul esquelètic, múscul cardíac), existeixen altres tipus de miosina amb funcions molt importants en altres contextos biològics. Alguns defectes en l'audició tant en ratolins com l'ésser humà estan associats a mutacions específiques en homòlegs de la miosina presents en les cèl·lules de l'oïda.
La síndrome d'Usher a l'home s'ha relacionat amb la miosina VIIa que s'expressa en les cèl·lules piloses. La mutació d'aquesta miosina condueix a la formació d'uns estereocilis exposats que no són funcionals. La miosina VIIa es diferencia de la miosina muscular en el fet que la seva regió de cua presenta un nombre de seqüències d'aminoàcids que es corresponen amb els dominis coneguts per intervenir en les interaccions proteïna-proteïna. En lloc d'associar-se en fibres com la miosina muscular, la miosina VIIa funciona com un dímer.
S'han relacionat també defectes mutacionals amb els complexos actomiosina a nivell muscular en la miopatia nemalina i a nivell del múscul cardíac amb la cardiopatia hipertròfica.